# Наум Якимов
 Тази статия е за физик и биолог.  За неговия дядо общественика вижте Наум Якимов (общественик).  
Наум Асенов Якимов е български учен и общественик.

## Биография
Роден е на 21 октомври 1943 година в София, в семейство на бежанци от Македония - негов дядо е видният български общественик от Охрид Наум Якимов. Завършва физика във Физическия факултет на Софийския университет и в 1968 година запова да работи в лаборатория „Механизми на въприятието“ в Института по физиология на Българската академия на науките. Става старши научен сътрудник II степен (доцент), след като успешно защитава кандидатска дисертация в Ленинград, а в 1988 година става доктор на науките и е избран за старши научен сътрудник I степен (професор), след като успешно защитава дисертация.
От 1989 до 1993 година е ръководител на проблемна група „Механизми на възприятитето“ в Института по физиология на БАН. Автор е на много научни излседвания, публикувани в страната и чужбина, на които е самостоятелн автор или в съавторство с други видни учени, сред които Леон Митрани, Стефан Матеев и други. Основна роля в изследователската дейност на Якимов е физиологията на зрението, психофизиката и психозиологията на зрителното възприятие. Доктор Якимов е сред първите преподаватели по когнитивна наука в България. В 1984 година издава книга „Мозъкът“, която се ползва като учебник.
В 1980 година става член на Съюза на учените в България, а в периода 2009 - 2013 година е член на Управителния сеъвет на Съюза и председател на Комисията по етика. В 1995 година става редовен член на Българската национална академия по медицина. Якимов е един от първите преподаватели в Нов български университет, където започва преподавателска работа в 1991 година и където от 1997 година е и редовен професор. Преподава също така и в Националната академия за театрално и филмово изкуство.
В 1999 година става член на редакционната колегия на списание „Acta Neurobiologiae Experimentalis“. В периода от 1992 до 2005 година е главен редактор на списание „Acta Physiologica et Pharmacologica Bulgarica“.
Получава много български и международни признания за многостраната си научна и организационна работа, сред които са почетен знак на БАН „Марин Дринов“, орден „Академични палми“ на Република Франция, почетен знак на Съюза на учените в България, почетен доктор на БАН, офицер на Ордена на Леополд на Кралство Белгия, офицер на Национален орден за заслуги на Република Франция и други.
Умира на 18 декември 2016 година в София.